# デュセル・バット
デュセル・バット（Dieusel Berto、1960年7月16日 - 2018年12月29日）は、ハイチの男性総合格闘家、プロレスラー。アメリカ合衆国フロリダ州ウィンターヘイブン在住。タイガーズ・ワールド・オブ・マーシャルアーツ主宰。デュセル・ベルトとも。
子供が7人もおり、子供たちはプロボクサーのアンドレ・ベルト、総合格闘家のエドソン・ベルト、レヴィナ・ベルトなどである。日本の総合格闘技団体「PRIDE」では副審（ジャッジ）を務めていた。
2018年12月29日に死去。60歳没。

## 来歴
アンドレ・ベルトが5歳のときに家族でアメリカ合衆国に移住した。シュートファイト出身でプロレスラーとしては藤原組や格闘探偵団バトラーツに出場した。
1996年7月12日、UFC 10のリザーブマッチでジーザ・カーマンと対戦し、パンチラッシュでTKO負け。

## 戦績
| 総合格闘技 戦績 | 総合格闘技 戦績 | 総合格闘技 戦績 | 総合格闘技 戦績 | 総合格闘技 戦績 | 総合格闘技 戦績 | 総合格闘技 戦績 |
| --------------- | --------------- | --------------- | --------------- | --------------- | --------------- | --------------- |
| 3 試合          | (T)KO           | 一本            | 判定            | その他          | 引き分け        | 無効試合        |
| 0 勝            | 0               | 0               | 0               | 0               | 0               | 0               |
| 3 敗            | 1               | 1               | 1               | 0               | 0               | 0               |

| 勝敗 | 対戦相手         | 試合結果                           | 大会名                                    | 開催年月日     |
| ×    | クリス・カウーク | 5分3R終了 判定0-3                  | Dixie Rumble                              | 2001年11月17日 |
| ×    | ジーザ・カーマン | 1R 5:57 TKO（スタンドパンチ連打）  | UFC 10: The Tournament 【リザーブマッチ】 | 1996年7月12日  |
| ×    | ウゴ・デュアルチ | 1R 1:28 チキンウィングアームロック | Universal Vale Tudo Fighting 1            | 1996年4月15日  |